# 斯坦達德 (路易斯安那州弗農堂區)
斯坦達德（英語：Standard）是位於美國路易斯安那州弗農堂區的一個非建制地區。

## 地理
斯坦達德所處的海拔為高於海平面65米（即213英呎），而該地所採用的時區為UTC-6，即北美中部時區（CST）。同時該地設有夏令時間，為UTC-6調快一小時，即UTC-5（CDT）。